# Guitarra acústica
Guitarra acústica (também conhecida como violão acústico (português brasileiro) ou viola acústica (português europeu)) é uma guitarra que usa apenas métodos acústicos para projetar o som produzido pelas suas cordas. O termo é um retrónimo, ou seja, um termo que foi forjado depois de o termo inicial ter ganhado outro significado. Com o advento da guitarra elétrica houve necessidade de um novo termo que definisse a guitarra não-eletrificada.

## Produção sonora
Em todos os tipos de guitarras o som é produzido pela vibração das cordas. No entanto, como as cordas conseguem deslocar apenas uma pequena massa de ar, a intensidade do som precisa de ser aumentada para ser ouvida. Na guitarra acústica isso é realizado usando uma caixa de ressonância. O corpo da guitarra é oco. As cordas a vibrar poem o tampo harmónico a vibrar também através do cavalete. O tampo harmónico possui uma área maior, e consequentemente produz um som mais intenso do que as cordas isoladas.
Na medida em que o tampo harmónico vibra, ondas sonoras são produzidas tanto na face anterior como na face posterior. A caixa de ressonância fornece tanto um suporte físico para o tampo harmónico como também uma cavidade ressoadora e refletora para as ondas sonoras produzidas na face posterior do tampo harmónico. O ar nesta cavidade, com os modos de vibração da corda, aumentam a intensidade do som novamente. As costas da guitarra também vibram (embora em menor escala) devido ao ar no interior da cavidade. Parte do som é projetado através da abertura no tampo harmónico (alguns tipos de guitarra acústica prescindem desta abertura, ou têm aberturas em “ƒ” similares ao violino). Este som mistura-se com o som produzido pela face anterior do tampo. O som resultante é uma complexa mistura de harmónicos que dão à guitarra o seu som característico.
Nenhuma amplificação ocorre neste processo, no sentido em que nenhuma energia é adicionada externamente para aumentar a intensidade do som (como seria o caso com um amplificador elétrico). Toda a energia é fornecida apenas pela intensidade do dedilhar das cordas. A função de todo o sistema acústico é maximizar a intensidade do som. Existe uma manutenção da energia total, mas às custas de um desvanecimento sonoro. Uma guitarra sem amplificação natural (sem caixa de ressonância) terá uma intensidade sonora mais fraca mas as cordas vibrarão por mais tempo, de um modo similar a um diapasão.

### Amplificação

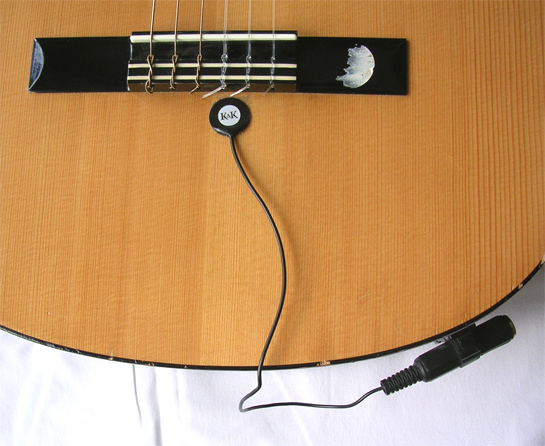
Um fonocaptador de pressão montado numa guitarra acústica.

Uma guitarra acústica pode ser amplificada usando vários tipo de fonocaptadores ou microfones. Os tipos mais comuns de fonocaptadores usados para a amplificação da guitarra acústica são os captadores de pressão (piezo pickups) e os captadores magnéticos. Os captadores de pressão estão geralmente montados no cavalete e podem depois ser ligados a uma mesa de mistura ou um amplificador. Os captadores magnéticos estão geralmente montados na boca e são bastante similares aos captadores das guitarras elétricas. Os captadores magnéticos são mais eficazes apenas com as cordas de aço.
Quando uma guitarra acústica é eletrificada de origem costuma ser chamada de “guitarra eletroacústica” (comparar com guitarra semi-acústica e guitarra elétrica).

## Construção
A guitarra acústica possui diversas características em comum com todas as outras guitarras. A principal diferença em relação à guitarra elétrica é a caixa de ressonância, que permite sua execução sem a necessidade de amplificação elétrica. Ainda assim, pode-se amplificar esses instrumentos com o uso de microfones externos ou colocados junto às cordas.

## Tipos
As guitarras acústicas (desde as mais antigas até às mais modernas) são extremamente variadas na sua conceção e construção, muito mais que as guitarras elétricas. Algumas das variedades mais usadas são a guitarra clássica (ou violão) e a guitarra folk. É dada uma lista abaixo (não exaustiva), para mais pormenores, consultar cada um dos artigos:

### Guitarras com cordas denylonou de tripa

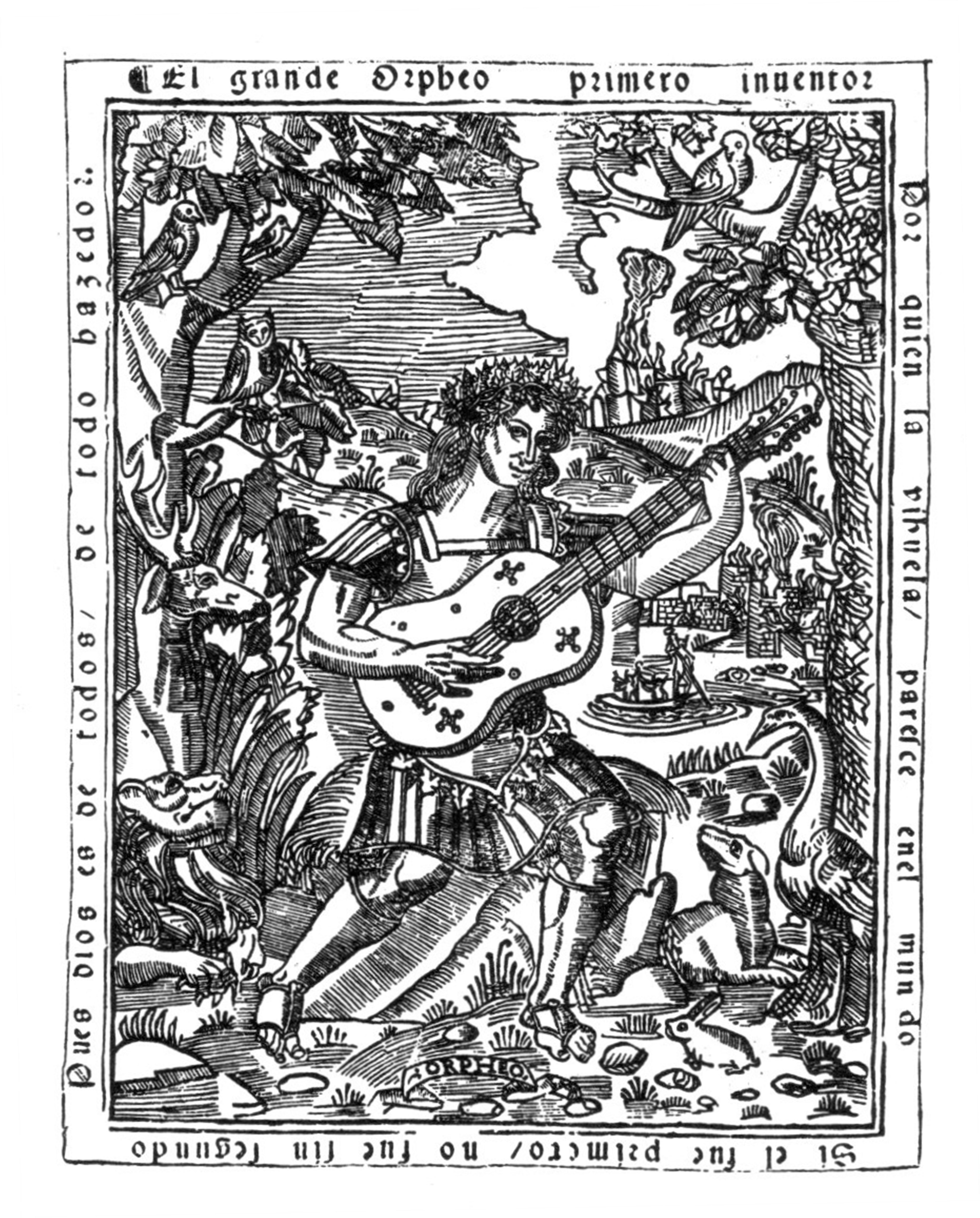
Ilustração de uma vihuela de mano, do livro “El maestro” (1536)

#### Guitarra renascentista
É a guitarra do período do Renascimento, com cordas de tripa. De tamanho menor que a guitarra atual, tinha um corpo mais estreito e a curvatura das ilhargas era menos acentuada, formato que sensivelmente se manteve até o séc. XIX. Possuía quatro ou cinco ordens de cordas duplas. (Ver também: vihuela).

#### Guitarra barroca
É a guitarra do período barroco, com cordas de tripa. Possuía cinco ordens de cordas duplas.

#### Guitarra romântica
É a guitarra do período romântico, com cordas de tripa, precursora direta de todas as guitarras modernas. No fim do séc. XVIII, as cordas passaram a ser simples e foi adicionada uma sexta corda, mais grave. Em meados do séc. XIX, o construtor Antonio Torres modificou o formato da caixa, tornando-a maior e mais cintada.

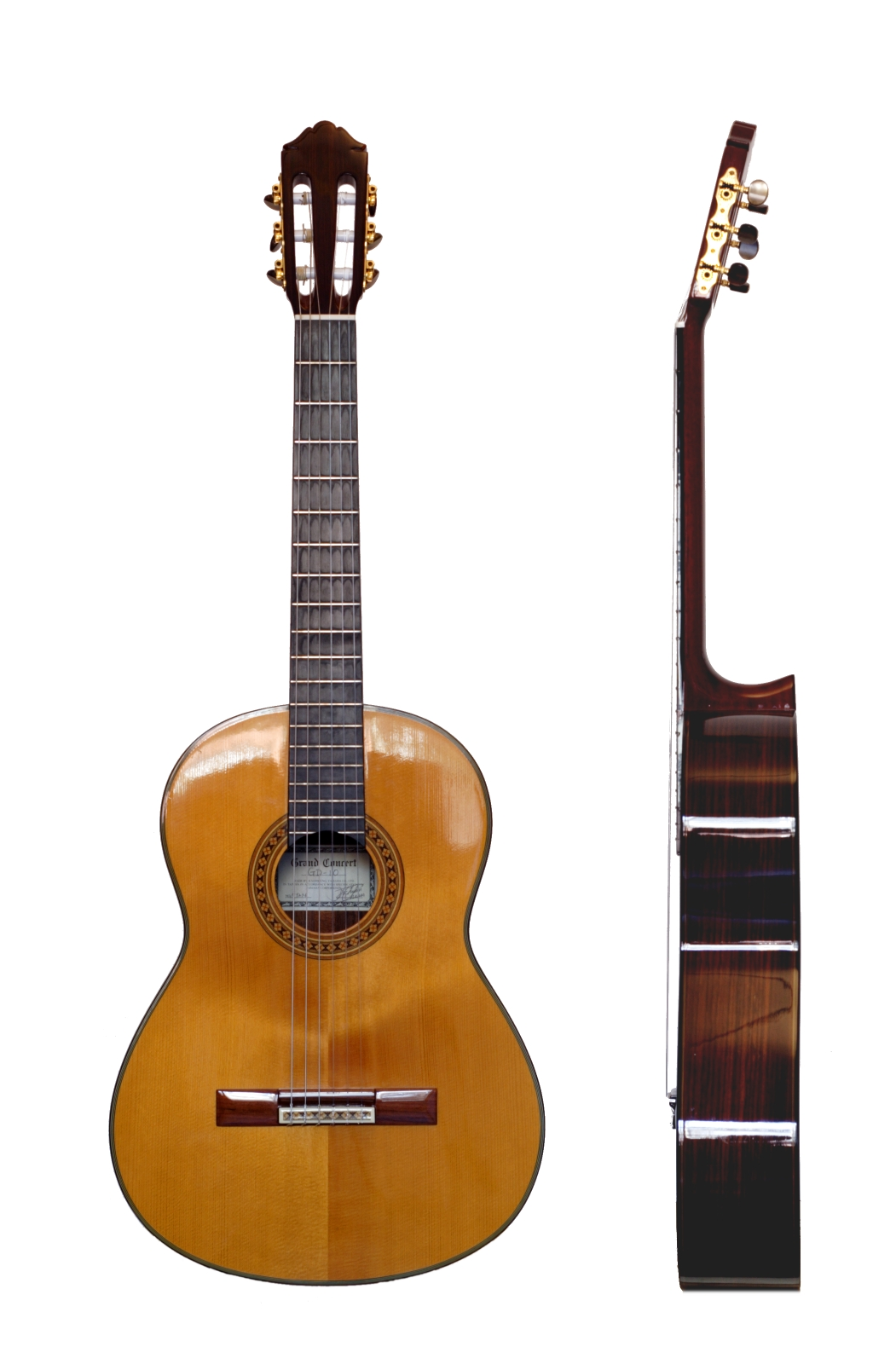

#### Guitarra clássica (violão)
Uma versão moderna da guitarra original, desenvolvida em Espanha, com cordas de nylon, cabeça com carrilhões, tampo harmónico plano geralmente em cedro, escala mais larga e junção da manga com o corpo na 12.ª escala.

##### Violão de sete cordas
É versão de sete cordas da guitarra clássica.

#### Guitarra de flamenco
É parecida com a guitarra clássica, mas possui madeiras mais claras (por exemplo, cipreste) e um protetor de tampo para permitir a percussão rítmica com os dedos, característica deste género musical.

##### Guitarras orquestrais
É um conjunto de quatro tamanhos — alto (afinada uma quinta acima), prime (mesmo tamanho e afinação que a guitarra clássica), baixo (afinada uma quarta abaixo) e contrabaixo (afinada uma oitava abaixo) — desenvolvidas por algumas marcas (Niibori Original Guitars, Aria Ensemble Guitars) para usar as quatro guitarras em ensemble.

##### Violão baixo
É versão baixo, com quatro cordas de nylon, afinadas uma oitava abaixo das quatro cordas mais graves da guitarra clássica.

### Guitarras com cordas de aço

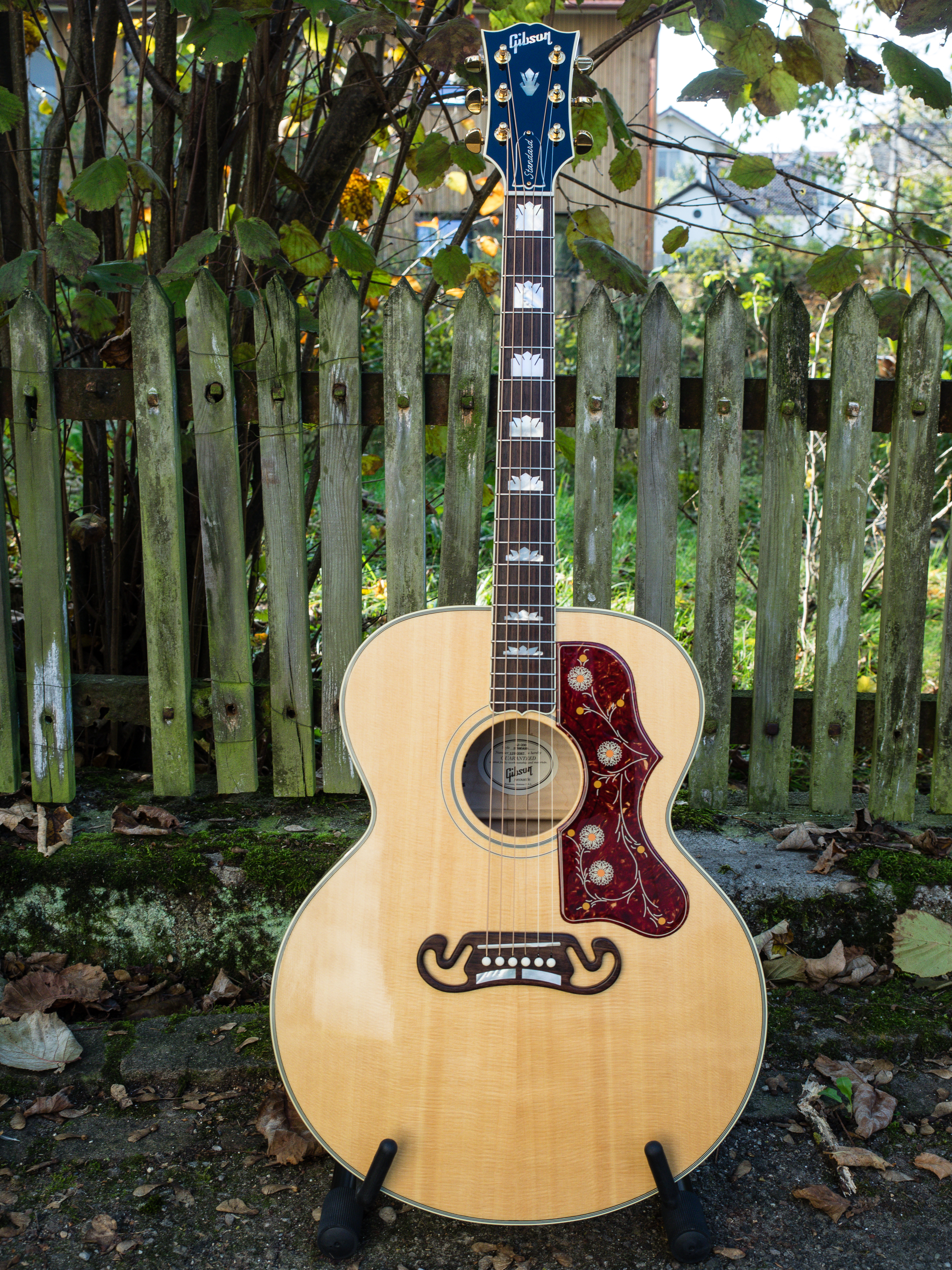

#### Guitarra folk (guitarracountryouwestern)
Uma versão moderna, desenvolvida nos Estados Unidos, com cordas de aço, cabeça com cravelhas, tampo harmónico plano geralmente em madeiras da família das piceas, escala mais estreita e junção da manga com o corpo na 15.ª escala. A caixa é construída em vários tamanhos (jumbo, dreadnought, auditorium size, etc.). Possui também um protetor de tampo para proteger a madeira do atrito com a palheta.

##### Guitarra de doze cordas
É uma versão com seis cordas duplas da guitarra folk.

##### Baixo acústico
É versão baixo, geralmente com quatro cordas de aço, afinadas uma oitava abaixo da guitarra folk.

#### Guitarra ressonadora
Parecida com a guitarra folk, mas com um (ou três) ressoador(es) de metal na caixa de ressonância. Às vezes é integralmente construída em metal.

#### Guitarra de jazz (ouarchtop guitar)
Guitarra com cordas de aço, cabeça com cravelhas, tampo harmónico abaulado geralmente em ácer, aberturas em “ƒ”, escala mais estreita e junção da manga com o corpo na 15.ª escala. Possui também um protetor de tampo para proteger a madeira do atrito com a palheta. Algumas já vêm eletrificadas.

## Galeria

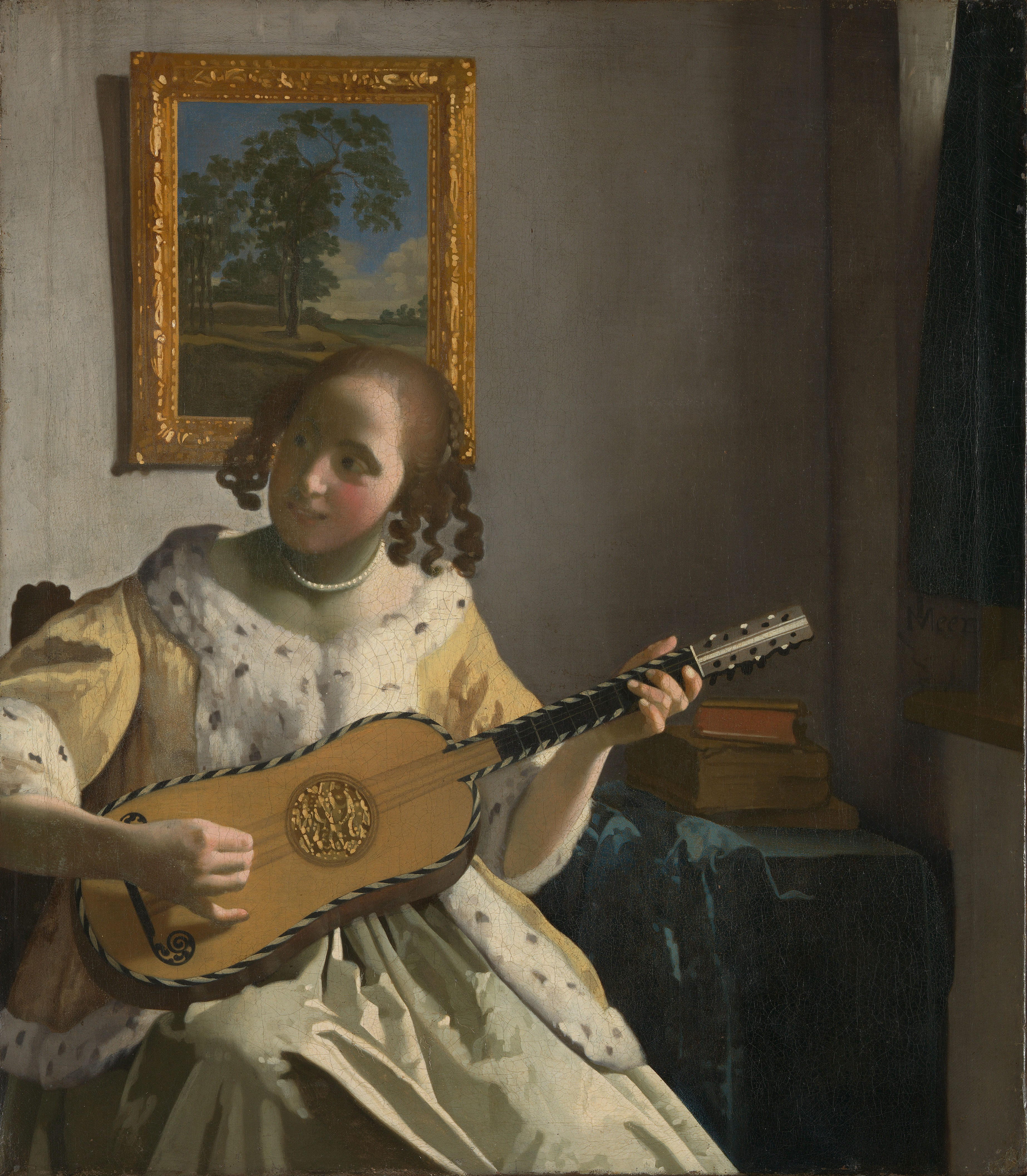
Pintura mostrando uma guitarra barroca (1670)
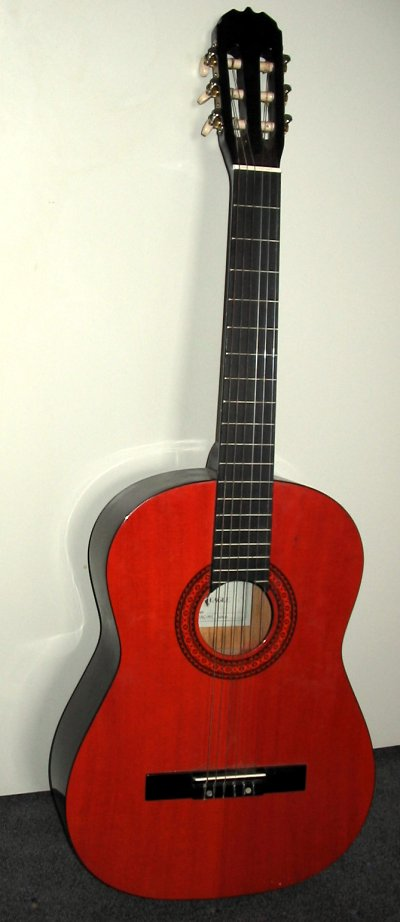
Guitarra clássica
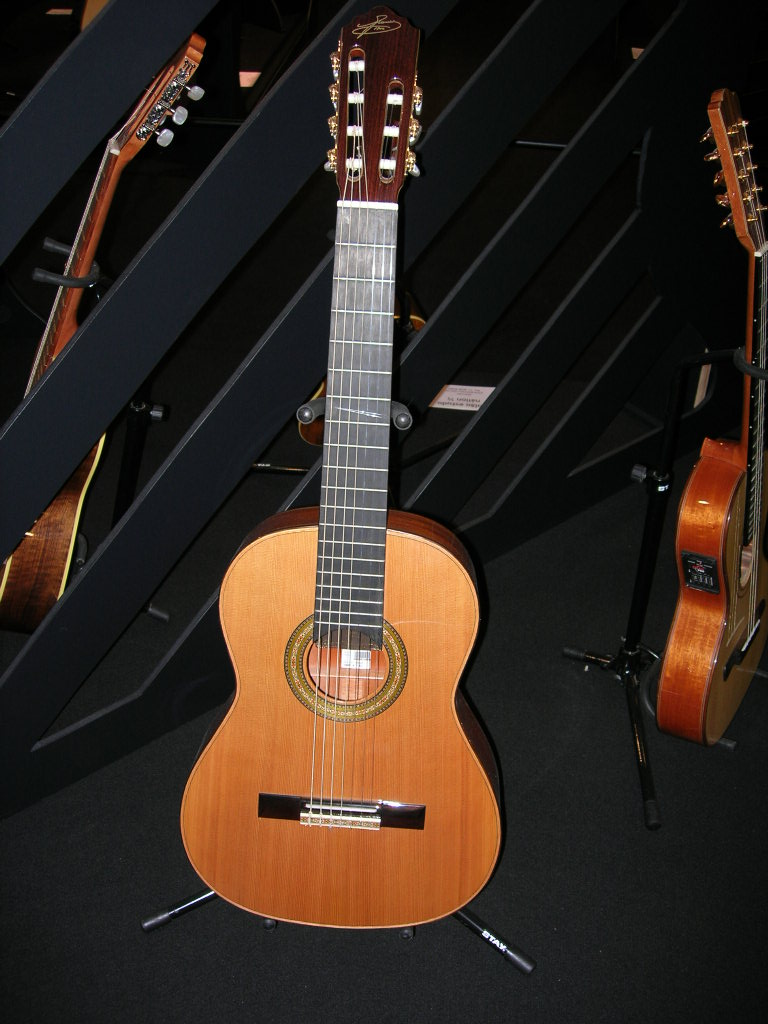
Violão de sete cordas
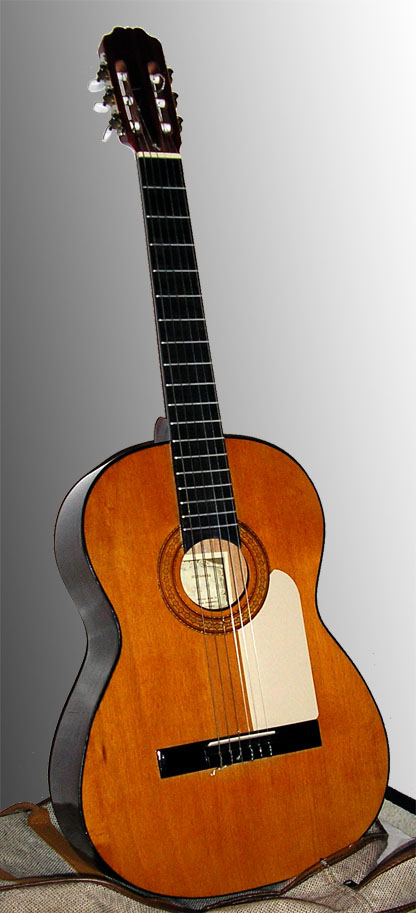
Guitarra flamenca
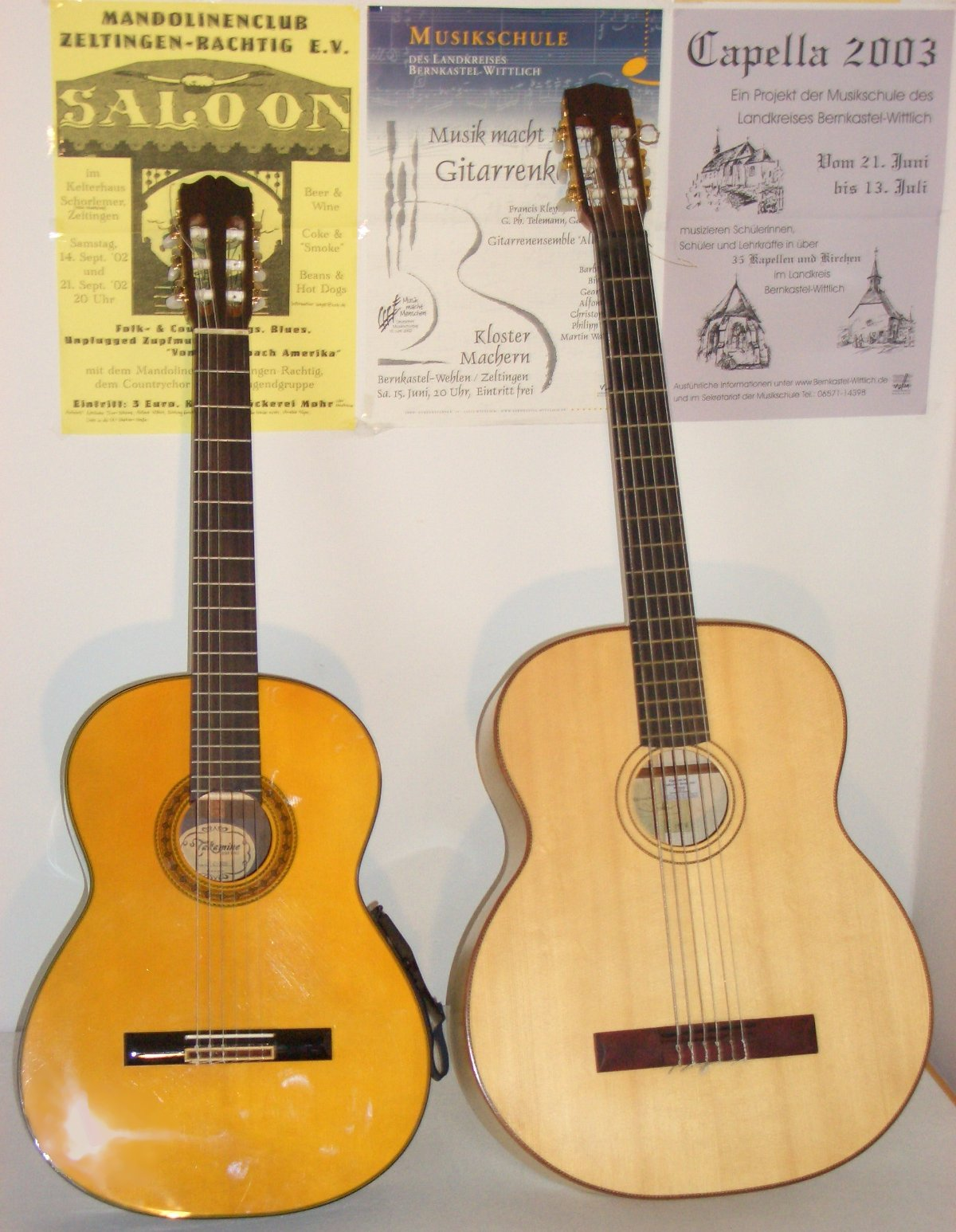
Duas guitarras orquestrais: guitarra prime e guitarra baixo
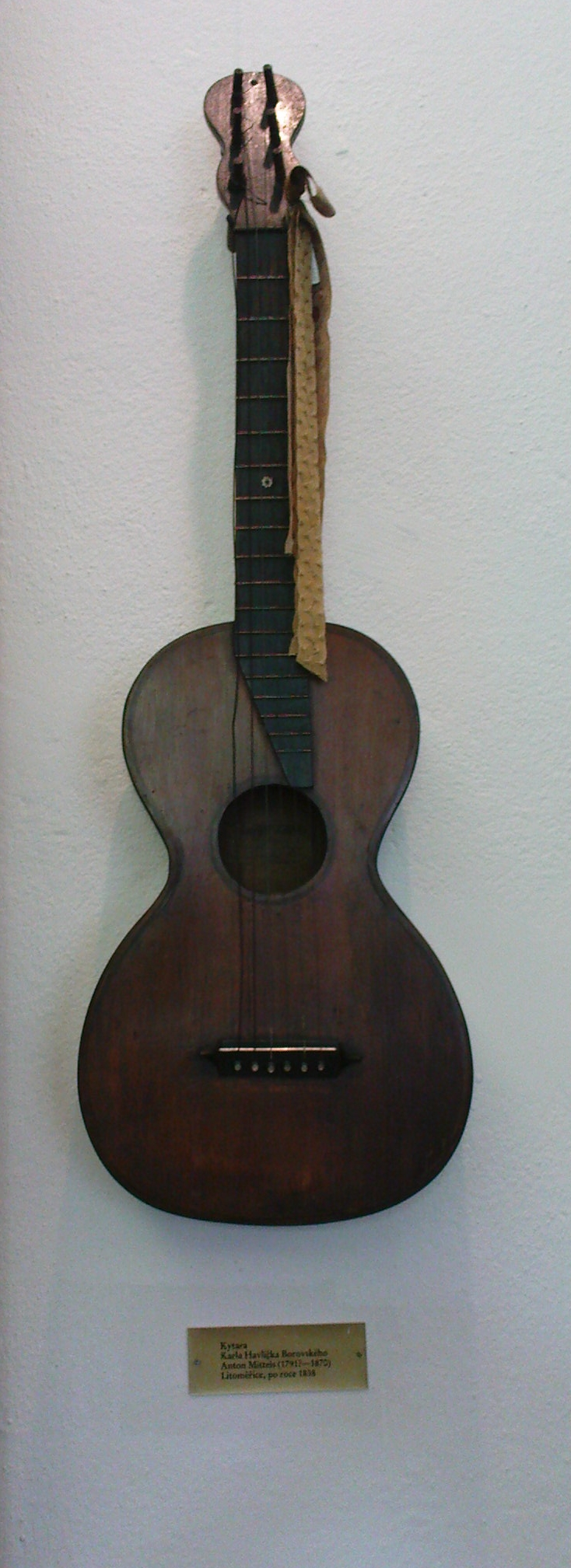
Guitarra do início do séc. XIX
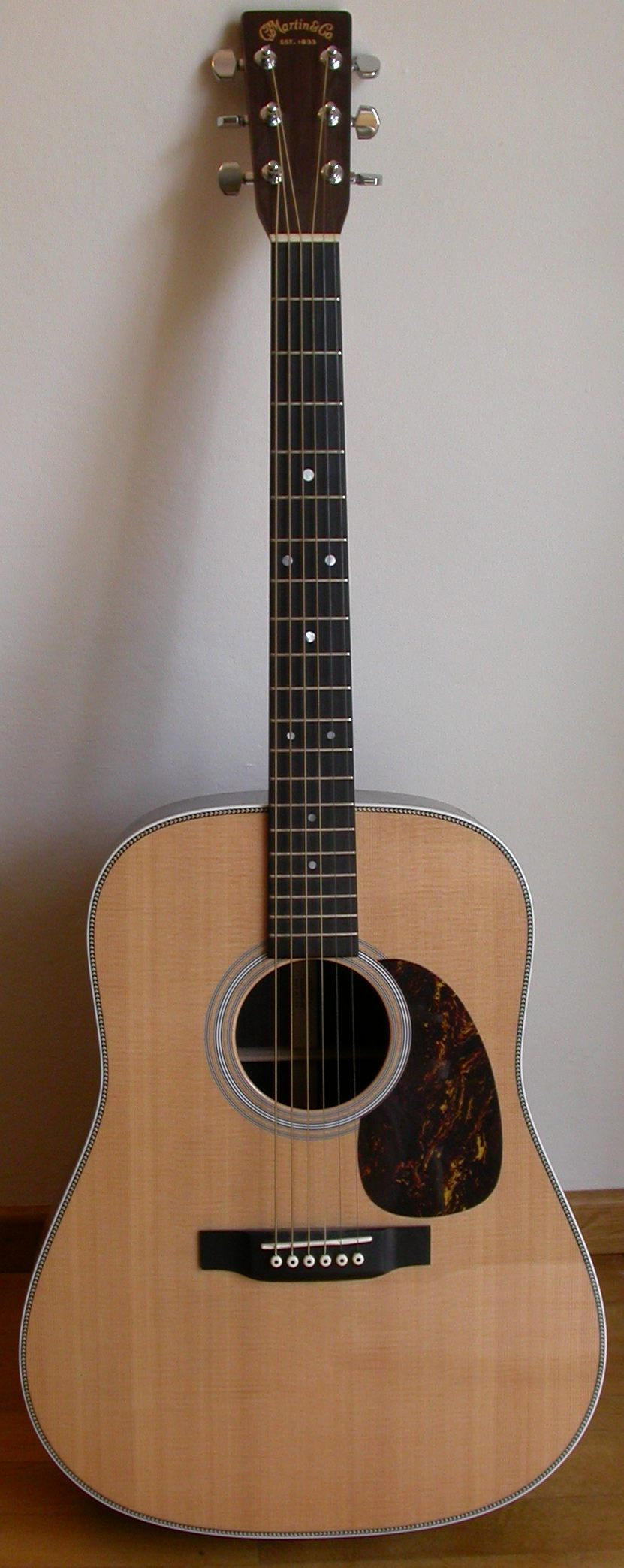
Uma guitarra folk, tamanho dreadnought
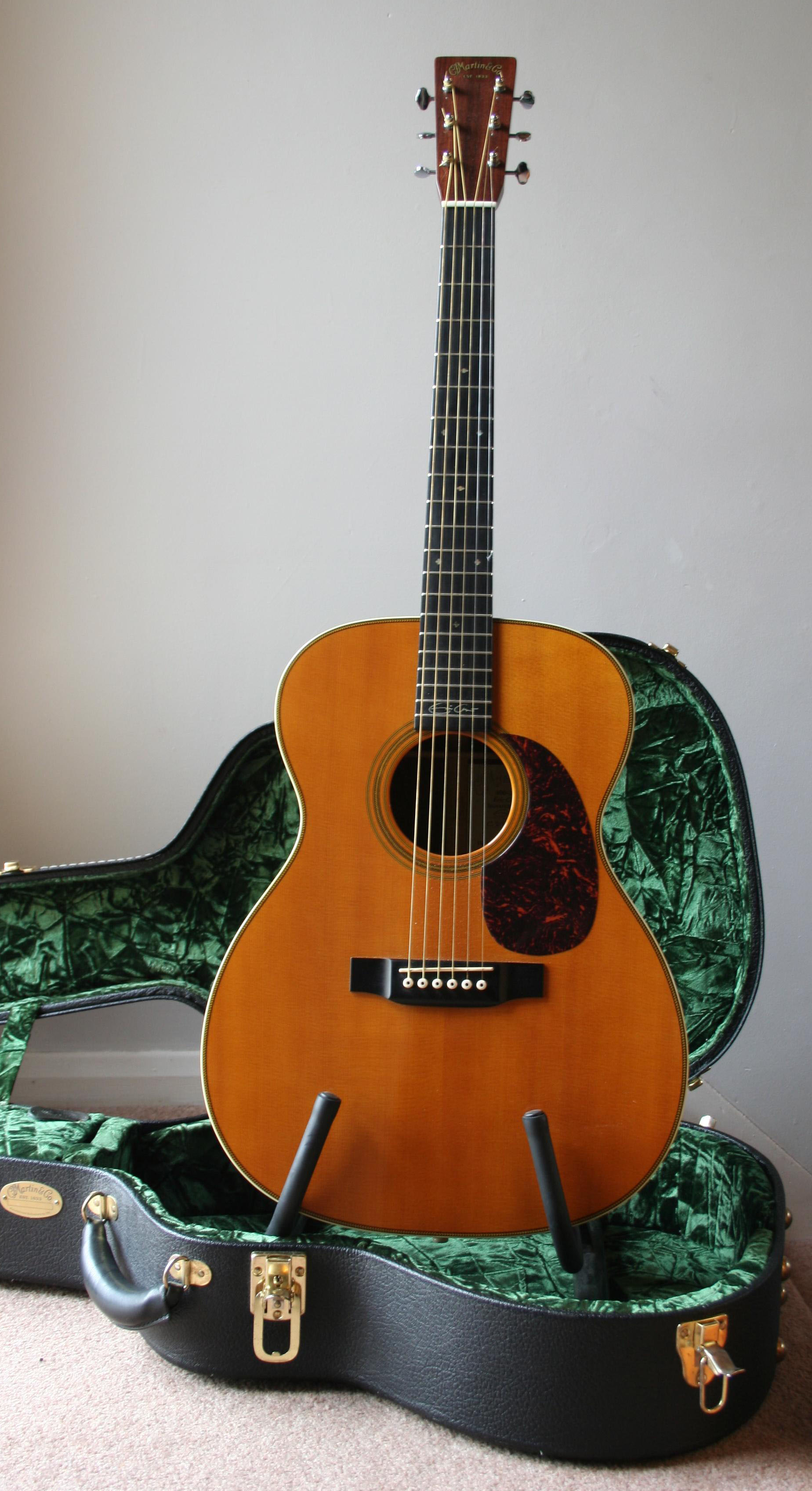
Uma guitarra folk, tamanho auditorium
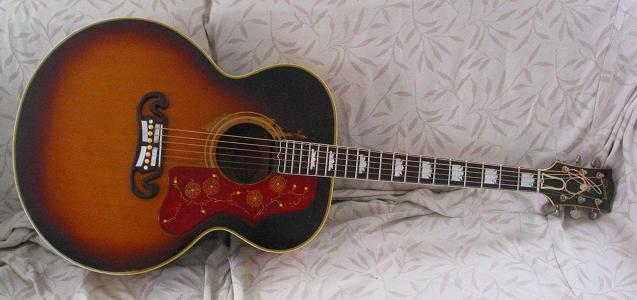
Uma guitarra folk, tamanho jumbo
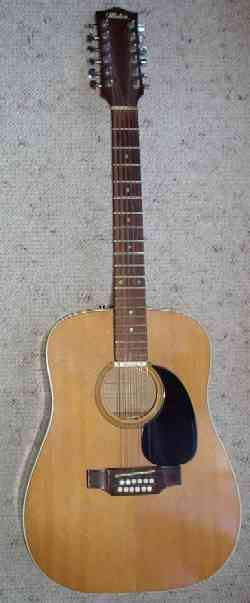
Guitarra folk de 12 cordas
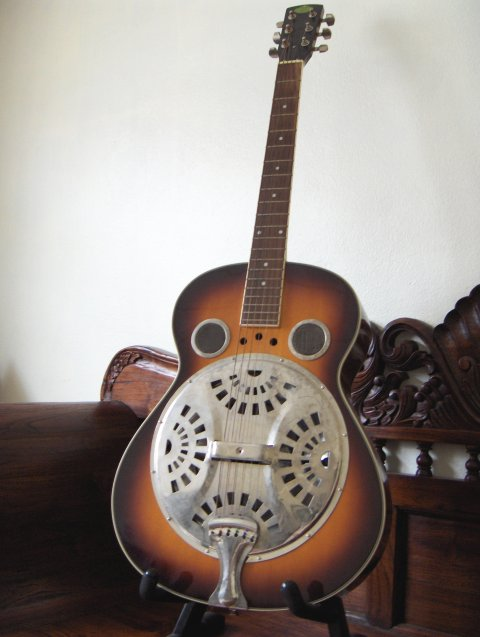
Guitarra ressonadora
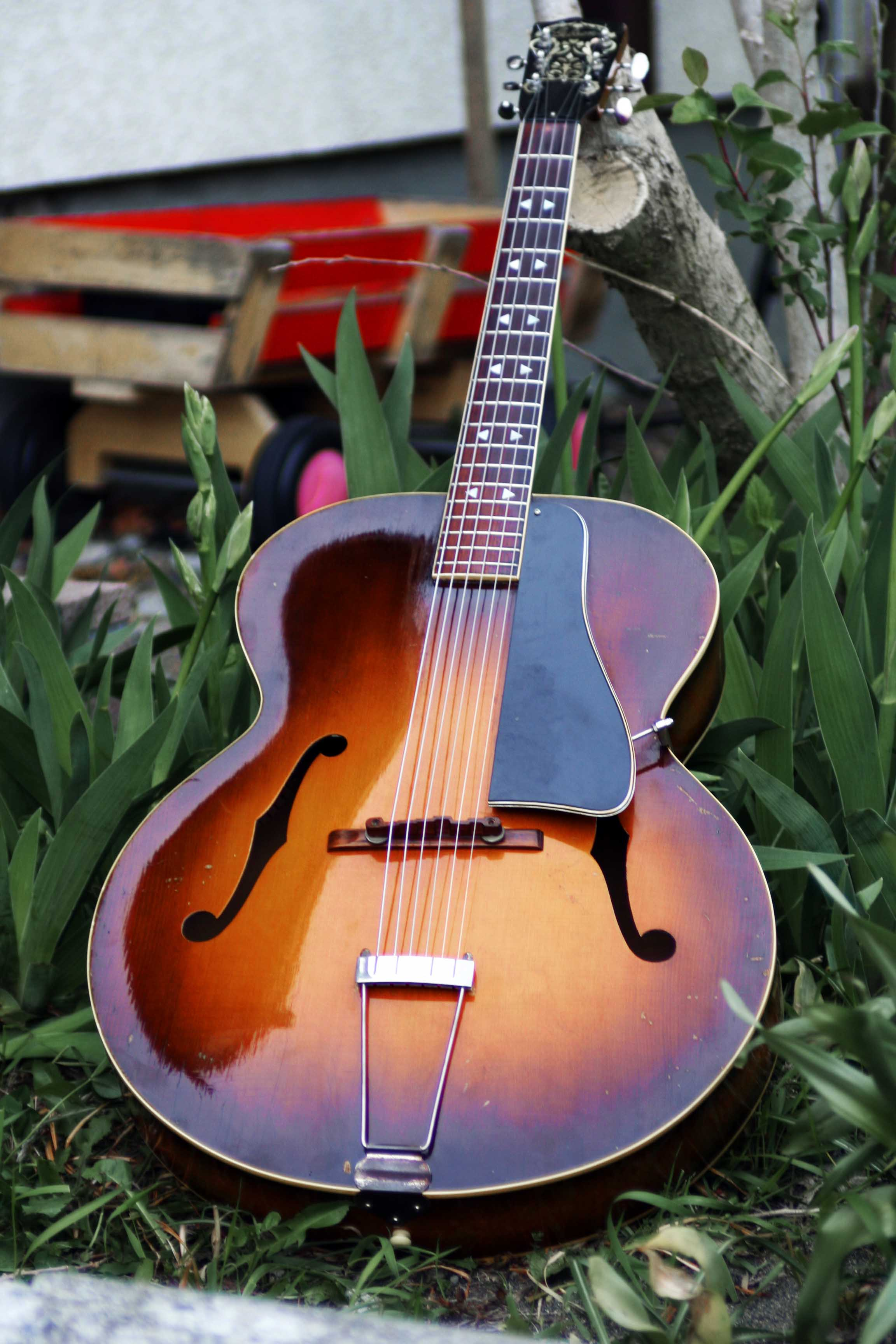
Guitarra de jazz